# Crista Galli
Cirsta Galli fue una banda de rock mexicana, originaria de Ciudad Satélite, en el Estado de México. A pesar de su paso fugaz por la música, es considerada una banda de culto entre sus seguidores, pues con la publicación de un solo álbum, obtuvieron éxito y reconocimiento durante la década de los 80's y 90's.

## Biografía
Surgidos en el Estado de México a mediados de la década de los 80's, Crista Galli comenzó como toda banda naciente, presentándose en diversos recintos y foros de la ciudad, incluidos los desaparecidos La última carcajada de la cumbancha y Rockotitlán. En 1990, ganaron el Band Explosion de Yamaha, patrocinado por la misma marca ganando un viaje a Japón y presentándose en el Budokan de la misma ciudad. Ese mismo año, participan en La Batalla de las Bandas, concurso organizado por Rockotitlán, en donde son superados por Ansia, obteniendo así el segundo, por encima de otras bandas como Consumatum Est y La Castañeda, además, tuvieron una gira nacional, la cual fue promovida por los organizadores de la Band Explosion.
En 1992, el baterista Rafael Acevedo abandona el grupo, ingresando así Gori Ruiz. En 1993, la banda publica lo que sería su único álbum: Crista Galli. Aquí se incluye la canción Bajo la luna, que tuvo gran difusión en la radio, así como una buena recepción de la audiencia. Luego de su publicación, la banda empezó a abrirle conciertos a bandas reconocidas de la época como Guillotina, Santa Sabina, Los Amantes de Lola, Café Tacvba y La Lupita, entre otras. Asimismo, viajaron a Guatemala y Los Ángeles, presentándose junto a Caifanes. 
En 1995, Gori Ruiz abandona el grupo, reingresando Rafael. La banda se separó en 1996, sin embargo, en 2008, publican un disco llamado Exit, donde vienen incluidos sus grandes éxitos, así como presentaciones en vivo, temas inéditos y demos.

## Discografía

### Crista Galli (álbum)[3](1993)
| Canción                | Autor                                  | Duración |
| ---------------------- | -------------------------------------- | -------- |
| Nunca (digas no)       | Rosales                                | 3:39     |
| Cayendo desde el cielo | García, Rosales                        | 3:41     |
| Bajo la luna           | García, Rosales                        | 3:41     |
| Herederos del imperio  | García, Rosales                        | 3:53     |
| En el viejo parque     | Calderón, de la Torre, García, Rosales | 3:51     |
| Arenas del silencio    | de la Torre, García, Rosales           | 3:41     |
| Cilindrero             | Rosales                                | 3:36     |
| Flores de nube         | Rosales                                | 4:55     |
| Caricias de viento     | Rosales                                | 3:10     |
| De sombra en sombra    | Rosales                                | 3:00     |
| Hierba mala            | de la Torre, Rosales                   | 3:17     |

### Exit[4](2008)
| Canción                          | Duración |
| -------------------------------- | -------- |
| Hierba mala                      | 3:11     |
| Tras bambalinas                  | 4:08     |
| Bajo las mareas                  | 4:29     |
| Negro                            | 5:05     |
| Arenas del silencio (acústica)   | 5:04     |
| Flores de nube (acústica)        | 4:06     |
| Cayendo desde el cielo           | 3:50     |
| En el viejo parque               | 3:45     |
| Herederos del imperio (acústica) | 3:47     |
| El inmortal                      | 4:09     |
| Bajo la luna                     | 3:41     |
| Distrito luz roja (en vivo)      | 4:28     |
| Llévame contigo (en vivo)        | 3:51     |
| Pablo Soledad (en vivo)          | 4:54     |

## Integrantes[5]
- Ernesto Rosales / Galo Contreras: Voz
- Tuck: Bajo
- Gustavo de la Torre: Teclados
- Álvaro Calderón: Guitarra
- Rafael Acevedo: Batería (1984-1992) (1995-1996)
- Gori Ruíz: Batería (1992-1995)